# Carl Nemeth
Carl Nemeth (* 11. Jänner 1926 in Wien; † 7. Dezember 2002 in Graz) war ein österreichischer Opernintendant und Musikwissenschaftler.

## Ausbildung und Leben
Nach dem Besuch des Humanistischen Gymnasiums in Wien wurde Carl Nemeth zum Wehrdienst eingezogen und geriet in Kriegsgefangenschaft, aus der er 1946 entlassen wurde. Seine Studien der Musikwissenschaft und Germanistik an der Universität Wien schloss er 1949 mit dem Doktorat ab. 1950 wurde er Mitarbeiter der Haydn-Society, ab 1953 wissenschaftlicher Mitarbeiter am Institut für Musikwissenschaft der Universität Wien. 1955 wurde Carl Nemeth Sekretär der Franz-Schmidt-Gemeinde Wien, 1958 bis 1961 zunächst Angestellter, dann Leiter der Österreichischen Phonothek. Zwischen 1964 und 1972 wurde er Leiter des künstlerischen Betriebsbüros der Wiener Volksoper unter der Direktion von Albert Moser. 1972 bis 1990 war Carl Nemeth Intendant der Vereinigten Bühnen der Stadt Graz und des Landes Steiermark, ab 1976 Geschäftsführer der Grazer Philharmoniker und ab 1974 Direktoriumsmitglied des steirischen herbstes. 1983 erfolgte die Ernennung zum Honorarprofessor für Historische Musikwissenschaft an der Karl-Franzens-Universität Graz, wo Carl Nemeth bis 1994 Vorlesungen gehalten hat.
Carl Nemeth war seit 1972 mit Christine Maurer-Kronegg, Tänzerin, Choreographin und Ballettpädagogin verheiratet. Sein Sohn Michael Nemeth ist Generalsekretär und Künstlerischer Leiter des 1815 gegründeten Musikvereins für Steiermark seit 1. Januar 2008.

### Intendant der Oper Graz 1972 bis 1990
Während der Intendanz von Carl Nemeth fanden an der Oper Graz mehr als 3000 Premieren und Repertoirevorstellungen (Oper, Operette, Musical, Ballett) statt, wobei die Realisierung selten gespielter Opernraritäten einen fixen Bestandteil der Programmrichtlinie darstellte. In den 18 Jahren seiner Direktion, die die längste in der Geschichte der Oper Graz ausmacht, waren 11 Uraufführungen, 11 Österreichische, eine Europäische, 28 Grazer und vier deutschsprachige Erstaufführungen zu verzeichnen. Darüber hinaus fanden etliche Gastspiele im In- und Ausland statt und 17 Produktionen wurden für den ORF aufgezeichnet. In Carl Nemeths Ära wurde ein international beachtetes Sängerensemble formiert sowie weltweit gefragte Regisseure und Dirigenten verpflichtet. Die Direktionszeit von Carl Nemeth wurde von seinem Sohn Michael Nemeth im Rahmen seiner Dissertation (2005) aufgearbeitet.

#### Wiederbelebung der Belcanto-Oper
Zu Carls Nemeths Amtsantritt 1972/73 erlebte die bis dahin österreichweit in Vergessenheit geratene Belcanto-Oper mit Vincenzo Bellinis I puritani unter der musikalischen Leitung des Spezialisten Argeo Quadri eine beachtliche Renaissance. Es folgten u. a. La sonnambula von Vincenzo Bellini (Ausstattung: Jean-Pierre Ponnelle), Gioachino Rossinis La gazza ladra und Mosè in Egitto, Gaetano Donizettis Lucia di Lammermoor, Anna Bolena, L’elisir d’amore und Viva la Mamma sowie Verdis I Lombardi alla prima crociata.

#### Mozart-Pflege und Richard Strauss
Die kontinuierliche Pflege der Werke von W. A. Mozart und Richard Strauss war ein wichtiger Teil in Nemeths Konzept (u. a. Elektra in der Regie von Harry Kupfer sowie Ariadne auf Naxos, Dirigat: Ernst Märzendorfer). Operetten- und Musical-Produktionen waren ebenso zahlreich vertreten, wobei Anatevka (mit Oskar Czerwenka als Tevje), West Side Story (deutsche Fassung von Marcel Prawy) sowie Johann Strauss- und Robert Stolz-Soireen besonders gefielen.

#### Neuere Werke des 20. Jahrhunderts
Aus der Sparte des neuen Musiktheaters wurden zahlreiche Ur- und Erstaufführungen herausgebracht, viele davon in Zusammenarbeit mit dem Avantgardefestival steirischer herbst (u. a. Ernst Kreneks Orpheus und Eurydike und Jonny spielt auf, Benjamin Brittens Tod in Venedig und Ein Sommernachtstraum, Otto M. Zykans Symphonie Aus der heilen Welt, Iván Eröds Orpheus ex machina, Wolfgang Rihms Jakob Lenz sowie Friedrich Cerhas Der Rattenfänger).

#### Alte Musik
Harry Kupfer setzte 1980 Georg Friedrich Händels Oper Alcina in Szene. Das Team Christian Pöppelreiter, Jörg Koßdorff und Nikša Bareza, welches für die vieldiskutierte Realisierung Richard Wagners Ring des Nibelungen am Ende der Ära Nemeth verantwortlich gewesen ist, verwirklichte 1984 eine Freiluft-Aufführung von Claudio Monteverdis L’Orfeo im Grazer Landhaushof. Von Bedeutung war die Premiere der Oper Angelica vincitrice di Alcina des steirischen Barock-Komponisten Johann Joseph Fux anlässlich der Wiedereröffnung des renovierten Opernhauses am 12. Jänner 1985.

#### Repertoire
Das Repertoire wurde regelmäßig durch selten gespielte Werke ergänzt (u. a. Georges Bizets Perlenfischer 1977, Léo Delibes Lakmé 1978, Richard Wagners Frühwerk Das Liebesverbot 1983, Karl Goldmarks Königin von Saba 1985, Arrigo Boitos Mefistofele 1988 und Hector Berlioz’ Béatrice et Bénédict 1990). Spezifisch für die 18-jährige Direktionszeit von Carl Nemeth ist nicht nur der nachhaltige Aufbau eines über die Landesgrenzen hinaus bekannten Sängerensembles, sondern die Verpflichtung international gefragter Solisten wie Lucia Aliberti, Giacomo Aragall, Carlo Bergonzi, Montserrat Caballé, José Carreras, Ileana Cotrubaș, Giuseppe Giacomini, James King, René Kollo, Birgit Nilsson, Luciano Pavarotti, Aldo Protti, Anneliese Rothenberger, Giuseppe Taddei oder Eberhard Waechter.

#### Ballett
Das Klassische Ballett erlebte eine starke Aufwertung durch die Bestellung des international tätigen Choreographen Waclaw Orlikowsky zum Ballettchef der Oper Graz. Im Laufe der Jahre gelang es, alle großen klassischen Ballette auf die Bühne zu bringen. Höhepunkt war 1989 die Erstaufführung von Spartakus von Aram Chatschaturjan.

## Publikationen
- Josef Forster. Ein Steirischer Opernkomponist. Leben und Werk (Dissertation, 1949)
- Franz Schmidt. Ein Meister nach Brahms und Bruckner (Zürich-Leipzig-Wien, 1957)
- Welch ein Haus. Die Grazer Oper 1972–1990. Carl Nemeth, Peter Vujica (Graz-Wien-Köln, 1990)
- Wien – Stadt der Musik. Carl Nemeth, Hansjörg Spies (Graz-Florenz, 2000)

## Preise und Auszeichnungen
- Theodor-Körner-Preis (1957)
- Ehrenbürger der Stadt Dallas/TX
- Intendantenprämien des Bundesministeriums für Unterricht u. Kunst (1979/81/82)
- Verdienstorden der Italienischen Republik (1983)
- Österreichisches Ehrenkreuz f. Wiss. u. Kunst 1. Klasse (1985)
- Großes Goldenes Ehrenzeichen des Landes Steiermark (1986)
- Ehrenmitglied der Vereinigten Bühnen Graz (1990)
- Großes Goldenes Ehrenzeichen des Landes Steiermark mit dem Stern (1996)
- Bürger der Stadt Graz (2001)
- Großer Josef-Krainer-Preis (2001)[5]